# Distrikt Campanilla
Der Distrikt Campanilla liegt in der Provinz Mariscal Cáceres in der Region San Martín in Nordzentral-Peru. Der Distrikt wurde am 24. Januar 1959 gegründet. Er hat eine Fläche von 1810 km². Beim Zensus 2017 lebten 14.785 Einwohner im Distrikt. Im Jahr 1993 lag die Einwohnerzahl bei 8499, im Jahr 2007 bei 8028. Sitz der Distriktverwaltung ist die 314 m hoch gelegene Kleinstadt Campanilla mit 4525 Einwohnern. Campanilla befindet sich 35 km südsüdöstlich der Provinzhauptstadt Juanjuí. Die Nationalstraße 5N (Juanjuí–Tocache) durchquert den Distrikt in Nord-Süd-Richtung.

## Geographische Lage
Der Distrikt Campanilla liegt im Südosten der Provinz Mariscal Cáceres. Der Río Huallaga durchquert den Osten des Distrikts in überwiegend nördlicher Richtung. Im Süden reicht der Distrikt bis zur Einmündung des Río Matallo von Westen kommend. Der Westen wird von den folgenden linken Huallaga-Nebenflüssen entwässert: Río Matallo, Río Chambirayacu, Río Sion, Quebrada Ancholma, Río Valle und Río Chilpus. Der Osten wird vom Río Shumanza, vom Río Challuayacu sowie vom Río Cuñumbuza (alle drei sind rechte Nebenflüsse des Río Huallaga) entwässert.
Der Distrikt Campanilla grenzt im Westen und im Nordwesten an den Distrikt Huicungo, im Nordosten an die Distrikte Juanjuí und Pajarillo, im Osten an den Distrikt Alto Biavo (Provinz Bellavista) sowie im Süden an den Distrikt Pólvora (Provinz Tocache).

## Ortschaften
Im Distrikt gibt es neben dem Hauptort folgende größere Ortschaften:
- Balsayacu (938 Einwohner)
- El Valle (214 Einwohner)
- Nuevo Horizonte (226 Einwohner)
- Nuevo Jaén (1043 Einwohner)
- Perla Mayo (479 Einwohner)
- San Juan del km 33 (291 Einwohner)
- Shumanza (739 Einwohner)
- Sion (758 Einwohner)